# یولیا اینشینا
یولیا اینشینا (به انگلیسی: Yulia Inshina) ژیمناست زادهٔ ۱۵ آوریل ۱۹۹۵ میلادی اهل کشور جمهوری آذربایجان است.